# Nanorana
Nanorana là một chi động vật lưỡng cư trong họ Dicroglossidae, thuộc bộ Anura. Chi này có 26 loài và 23% bị đe dọa hoặc tuyệt chủng.